# So Gone
A So Gone Monica amerikai énekesnő első kislemeze negyedik, After the Storm című stúdióalbumáról. A dal Monica egyik legsikeresebb dala lett az elmúlt években; az amerikai Billboard Hot 100 slágerlistán a top 10-be került, a Hot R&B/Hip-Hop Singles & Tracks listán pedig az elsőre, ezzel ezen a listán Monica első listavezető dala lett az 1998-as The First Night óta. A dal részletet használ fel a The Whispers 1976-ban megjelent You Are Number One című dalából, melyet Zyah Ahmonuel írt.

## Felvételek
A So Gone egyike volt annak a három új dalnak, melynek Missy Elliott volt a producere. Elliottot a J Records vezetője, Clive Davis kérte fel, hogy dolgozzon Monicával, miután Elliott 2002-es albuma, az Under Construction sikert aratott, Monica harmadik albumának, az All Eyez on Me-nak viszont elhalasztották a megjelenését. A dalt a miami Goldmind stúdióban vették fel 2003 elején, a munka nagy részét 3-4 óra alatt végezték el. „A So Gone azt az időszakot idézi fel, amikor az emberek először hallották a hangom” – mondta Monica az MTV News-nek adott interjújában. „Nemcsak egy bizonyos közönséghez próbál szólni.”
A So Gone arról szól, hogy Monica szinte megőrül hűtlen párja miatt. „Arról szól, amikor alig bírok józanul gondolkodni” – mondta az énekesnő a Jet Magazine-nak. „Előfordul velem. Ő [Missy Elliott] pedig a valódi énemből írt bele valamennyit a dalba.” A dal producerei közt ott található a Spike & Jamahl duó, a remixben pedig Tweet énekesnő és Busta Rhymes rapper is közreműködik. Elliott bátorította Monicát, hogy ő is rappeljen, amibe az énekesnő könnyedén belejött. „Missy egyre azt mondta, úgy viselkedem, mint egy rapper, és bátorított, hogy rappeljek a So Gone-on és a Knock Knockon.”

## Fogadtatása
A So Gone Monica egyik legnagyobb sikere lett. Az amerikai Billboard Hot 100-on a 66. helyen nyitott és a 10. helyig kapaszkodott fel, ezzel az USA-ban Monica tizedik top 10 slágere lett és az első az 1999 elején megjelent Angel of Mine óta. (Az énekesnő több, 1999 és 2003 közt megjelent kislemeze nem került fel a Hot 100-ra, vagy akár csak a Bubbling Under Hot 100 Singles slágerlistára A So Gone húsz hétig maradt a top 40-ben, és a 39. helyre került a 2003 év végi Hot 100 listán.
A dal öt hétig vezette a BillboardvHot R&B/Hip-Hop Singles & Tracks slágerlistát, ezzel Monica első listavezetője lett ezen a listán az 1998-as The First Night óta; összesen a hatodik. Az év végi összesített listán a negyedik helyre került. A dal Scum frog Club Mix című mixe egy héten át vezette a Billboard Hot Dance Club Play slágerlistát.
Kanadában a dal a 17. helyig jutott. Észak-Amerikán kívül csak korlátozott példányszámú 12" bakeliten jelentették meg, emiatt nem aratott nagy sikert; a brit slágerlistán csak a 77. helyet érte el.

## Videóklip és remixek
A So Gone videóklipjét Chris Robinson rendezte, producere Dawn Rose volt a Partizan Entertainmenttől. Különböző miami helyszíneken forgatták 2003. április 1-2-án. Derek Luke színész és Missy Elliott is szerepel benne.
A videóklip témája követi a dalét. „A klipben Luke és én együtt járunk” – mondta Monica az MTV Newsnak –, „én pedig úgy gondolom, megcsal, és ebbe beleőrülök, ezért mindenét tönkreteszem, majd letartóztatnak.” A klip végén Monicát elviszi a rendőrség; a klip története befejezetlen marad, és a következő dal, a Knock Knock klipjében folytatódik.
A videóklip világpremierje április 23-án volt a BET tévécsatorna Access Granted műsorának végén. A videóklip-slágerlistákon jól szerepelt, a BET 106 & Park-jában a 2., az MTV TRL-jén a 6. helyig jutott.
Hivatalos remixek, változatok listája
1. So Gone (Album version)
2. So Gone (Part II)
3. So Gone (Radio edit)
4. So Gone (Remix featuring Busta Rhymes & Tweet)
5. So Gone (Remix featuring Missy Elliott)
6. So Gone (Smach Your Dub Mix)
7. So Gone (Full Vocal Edit Mix)
8. So Gone (Scum frog Club Mix)

## Számlista
| CD kislemez (USA) 1. So Gone (Album version) 2. All Eyez on Me (Urban Radio Edit) CD maxi kislemez (USA) 1. So Gone (Radio edit) – 3:26 2. So Gone (Album version) – 4:02 3. So Gone (Remix featuring Busta Rhymes) – 4:46 4. So Gone (Part II) – 3:40 5. U Should’ve Known Better – 4:17 12" maxi kislemez (Egyesült Királyság) 1. So Gone (Main Mix feat. Busta Rhymes) – 4:46 2. So Gone (Remix Instrumental Mix) – 4:16 3. So Gone (Album Mix) – 4:02 | 12" maxi kislemez (USA) 1. So Gone (Clean Radio Mix) – 3:22 2. So Gone (Instrumental) – 3:59 3. So Gone (Dirty Club Mix) – 4:02 4. So Gone (A cappella) – 3:17 12" maxi kislemez – So Gone Remix) (USA) 1. So Gone (Clean Remix) – 4:20 2. So Gone (Instrumental Remix) – 4:16 3. So Gone (Dirty Remix) – 4:20 4. So Gone (A cappella) – 4:25 12" maxi kislemez – So Gone (Part II) (USA) 12" maxi kislemez – So Gone (Scumfrog Remixes) (Európa) 1. So Gone (Scumfrog Vocal Club Mix) – 8:43 2. So Gone (Scumfrog Smack Your Dub) – 6:50 3. So Gone (Scumfrog Full Vocal Edit) – 3:40 |

## Helyezések
| Slágerlista (2003)                             | Legmagasabb helyezés |
| ---------------------------------------------- | -------------------- |
| USA Billboard Hot 100                          | 10                   |
| USA Billboard Hot R&B/Hip-Hop Singles & Tracks | 1                    |
| USA Billboard Hot Dance Club Play              | 1                    |
| Brit kislemezlista                             | 77                   |
| Kanadai kislemezlista                          | 17                   |